# Pfarrkirche Höchst (Vorarlberg)

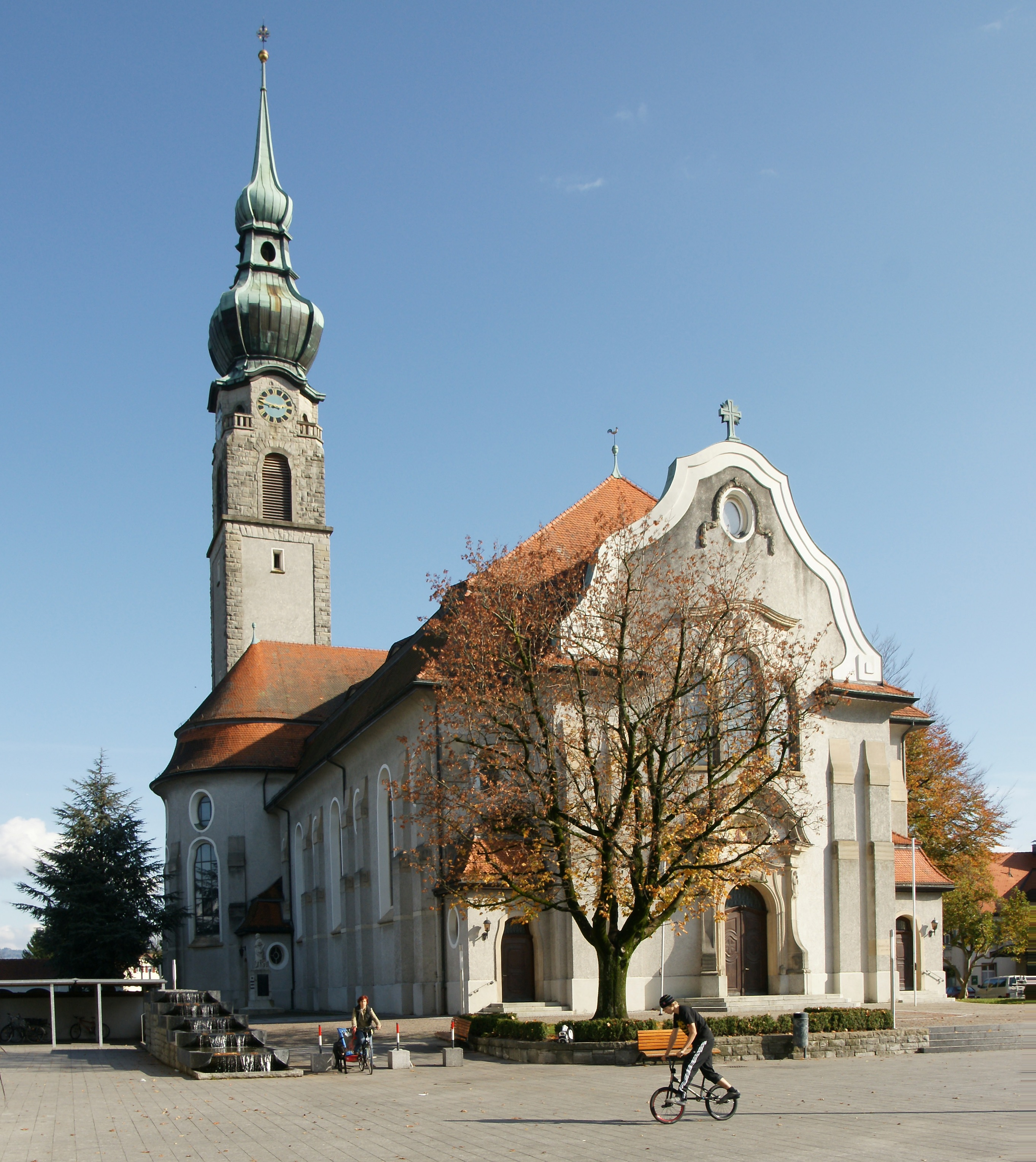
Katholische Pfarrkirche hl. Johannes der Täufer in Höchst

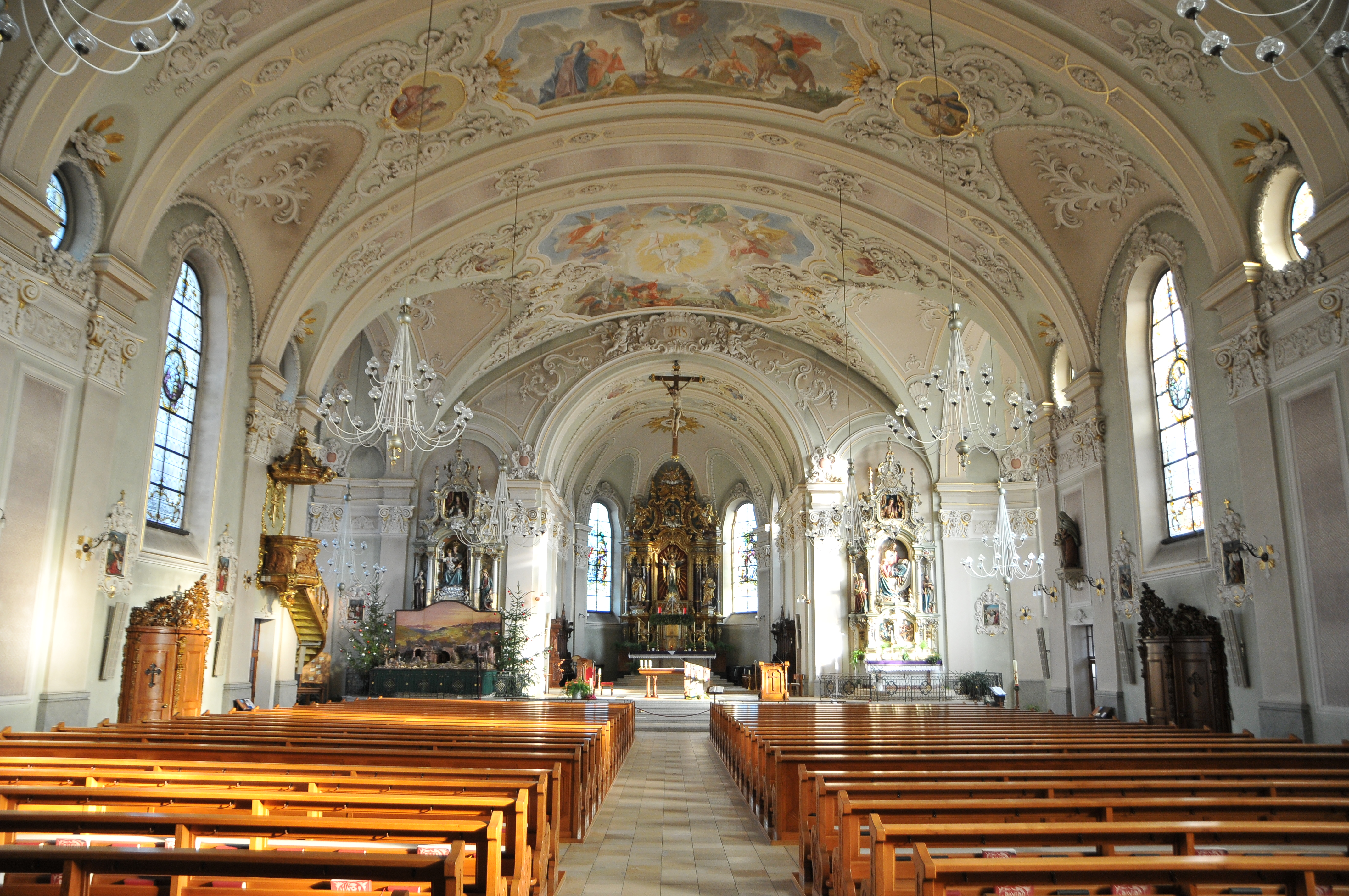
Im Langhaus zum Chor

Die römisch-katholische Pfarrkirche Höchst steht in der Gemeinde Höchst im Bezirk Bregenz in Vorarlberg. Die dem heiligen Johannes der Täufer geweihte Pfarrkirche gehört zum Dekanat Dornbirn der Diözese Feldkirch. Die Kirche und der Friedhof stehen unter Denkmalschutz.

## Geschichte
Im Jahr 1403 wurde laut Urkunden eine erste Kapelle an dieser Stelle geweiht. Die seelsorgliche Betreuung erfolgte im Zeitraum 1461 bis 1796 durch die Pfarrei St. Gallen, die die Christengemeinde inkorporierte. 1520 wurde eine Kaplanei gestiftet. An der Stelle der einfachen Kapelle errichteten die Höchster im Jahr 1600 ein neues Kirchengebäude, das am Ende des 19. Jahrhunderts abgebrochen werden musste. Der heutige Kirchenbau erfolgte 1908–1910 nach Plänen des Schweizer Architekten Albert Rimli mit dem Baumeister Cornel Rhomberg. Am 6. November 2018 wurde die Renovierung des Kirchturms beendet.

## Architektur
Die mächtige neubarocke Kirche mit einem Querschiff und einer geschwungenen Giebelfassade hat einen schlanken Nordturm mit einer Zwiebelhaube. Das Langhaus ist durch Strebepfeiler und geschwungene Rundbogenfenster gegliedert, das Querhaus mit Rundapsidenschluss mit geschwungenen Rundbogenfenstern mit gekoppelten Ochsenaugenfenstern von Strebepfeilern flankiert. Langhaus und Querhaus stehen unter einem Mansardendach. An den Südseiten von Langhaus und Querhaus sind Portale. Die Apsis mit Strebepfeilern hat im Süden eine zweigeschoßige Sakristei mit einer geschwungenen Giebelfassade nach Süden. Die Westfront bildet eine geschwungene Giebelfassade mit einem breiten, von vier abgetreppten Strebepfeilern flankierten Mittelteil mit einem Rundbogenportal mit plastischer Giebelrahmung mit einem Medaillon mit einem Mosaik Herz Jesu, darüber sind drei gestaffelte Rundbogenfenster mit geschwungener Gebälkbekrönung mit einem plastischen Relief Gottvater. Die zurückversetzten Seitenfassaden haben Eingangseinbauten mit Rundbogenportalen. Der viergeschoßige Nordturm steht am Chor und hat ein polygonales Obergeschoß mit Rundbogenschallöffnungen und Eckbalustern. Er trägt eine Zwiebelhaube mit Laterne und ist mit seinen 76 Metern Höhe der höchste Kirchturm Vorarlbergs.
Das Kircheninnere bildet einen breiten dreijochigen Saalraum unter einer gedrückten Stichkappentonne mit Gurtbögen auf schmalen jochtrennenden Doppelpilastern. Das einjochige Querschiff hat einen Apsidenschluss. Der dreijochige Chor hat einen Dreiachtelschluss und ein Stichkappentonnengewölbe auf einfachen Pilastern mit einem gemeinsamen, verkröpften Gesims über zwei Jochen. Die dreiachsige Westempore hat eine geschwungene Brüstung.
Den neubarocken Stuck schuf der Bildhauer Schmidt aus Zürich. Die Gewölbebilder stammen von Haberer-Sinner aus Bern, außerdem im Chor die vier Evangelisten, im Querschiff die vier Kirchenväter, im Langhaus die Zwölf Apostel. Im Querschiff befinden sich in Stuckkartuschen die Symbole Kelch links und Tiara rechts. Die Kreuzwegstationen sind ebenfalls in Stuckkartuschen gefasst.
Die Tiroler Glasmalereianstalt fertigte die Glasmalerei im Langhaus und im Chor:
links Heiliger Geist und Die Taufe Christi und rechts Heilige Familie mit dem Kirchenpatron, dem hl. Johannes und Lamm Gottes, im Langhaus links musizierende Engel, Auge Gottes, hl. Anna und Herz Jesu, hl. Elisabeth von Thüringen und Pelikan, hl. Barbara und Kreuz mit Krone, rechts im Langhaus hl. Aloysius und Lilie mit Geißel, hl. Antonius von Padua und Heiliger Geist, hl. Johannes Nepomuk und Lamm Gottes, singender Engel und die Symbolzeichen Alpha und Omega. Die Glasmalerei im Querschiff schuf Zettler in München, linke Apsis: links Petrusschlüssel und Mosesstab mit der Ehernen Schlange, mittig hl. Monika und Herz Mariä, rechts Heiliger Geist und Passionskreuz; rechte Apsis: links Gesetzestafeln und Schweißtuch der hl. Veronika, mittig hl. Franziskus und Herz Jesu, rechts Paradiesschlange und Johanneshaupt, und an der Emporenfassade hl. Cäcilia mit Musikinstrumenten.
Das Kriegerdenkmal am Kirchplatz mit Soldat nimmt Abschied schuf G. Matt.

## Ausstattung
Der Hochaltar mit einem neobarocken Aufbau mit sechs Säulen und einer hohen Sockelzone nach einem Entwurf von Roman Pircher (1929) wurde von A. Menardi ausgeführt. Die Figuren schuf J. Winkler.
Das Chorgestühl mit Reliefs Isaia und Jeremia links und Ezechiel und Daniel rechts schuf A. Rebholz. Die Figuren Schmerzhafte Maria und Ecce homo stammen aus der Werkstatt von Ferdinand Stuflesser aus St. Ulrich in Gröden.
Die Orgel mit einem neubarocken Gehäuse ist ein rein mechanisches Werk der Firma Rieger Orgelbau aus dem Jahr 1966 mit drei Manualen und 38 Registern.
Im Turm hängt ein schweres Geläut aus sieben Bronzeglocken, das im Jahre 2005 von der Glockengießerei Albert Bachert in Karlsruhe gegossen wurde. Die größte Glocke wiegt rund 4,5 Tonnen bei einem Durchmesser von 1,98 Metern.
Ursprünglich besaß die Kirche ein sechsstimmiges Bronzegeläute der Glockengießerei Graßmayr Innsbruck mit Schlagtonfolge B0 c1 d1 f1 g1 b1. Nach dem Zweiten Weltkrieg vorübergehend drei Gußstahlglocken (c1 d1 e1) welche 1951 mit drei Bronzeglocken (B0 f1 g1) ergänzt wurden, bis 2005 das völlig neue, komplette Ensemble in den Turm verbracht wurde. Die kleinste Glocke des vormaligen Geläutes ist im Stockwerk unterhalb der Glockenstube zum händischen Läuten aufgehängt worden.